# Ходжа Насреддін
Ходжа́ Насредді́н (досл. з араб. خوجة نصر الدين — Мандрівний Захисник Віри) — персонаж фольклору низки народів Середземномор'я, Близького Сходу і Великого Степу, жартівник і дотепник (трикстер), герой тисяч анекдотів, жартів і дотепів.
У арабів його називають Джуха, у казахів — Кожа Насир, у італійців — Джуфа. В українському фольклорі йому певною мірою за роллю відповідають Дурний Іван, Мудрий Гуцул тощо.

## Походження і поширення образу Ходжі Насреддіна
Вважається, що прототипом Ходжі Насреддіна послужила реальна людина, що жила у XIII столітті у Малій Азії (Османська імперія). Щоправда на батьківщину легендарного Ходжі претендують ще з два десятка міст і місцевостей. Найвірогідніша малоазійська «батьківщина» як доказ наводить могилу і Мавзолей Ходжі Насреддіна у османському місті Акшехір (Akşehir).
Образ Ходжі Насреддіна поширений на величезному просторі Євразії — Близький Схід, Північний Кавказ і Закавказзя, Середня Азія, північно-західний Китай. Вже за Середньовіччя образ Насреддіна проник у Європу, вплинувши на розвиток світської літератури. А у деяких європейських народів (албанці, греки, сицилійці), а також і слов'янських (болгари, македонці, хорвати) Ходжа Насреддін є персонажем національних усних традицій (у зв'язку з тривалими зв'язками і впливом на ці народи османів за часів Османської імперії).
Ходжа належить до архаїчного типу персонажів під назвою «трикстер» — ошуканець, хитрун.

## Ходжа Насреддін— фольклорний герой
Ходжа Насреддін — герой коротеньких гумористичних мініатюр (зовсім рідко великих побутових казок), що об'єднуються у своєрідні цикли, на різні теми, проте переважно на злобу дня (соціальна сатира) — про бідних і багатих, про чиновників і духовенство та викривальних, що висміюють вади людського характеру і розуму — про жадібних і щедрих, неправдивих і чесних, дурних і мудрих. Часто в образі Насреддіна переплітаються риси хитруна і дурника, мудреця і жартівника. Перші анекдоти про Ходжу Насреддіна було записано у Османській імперії в XVI столітті.
Класичний образ Ходжі Насреддіна — османський. У різних народів Ходжа Насреддін має різні транслітерації імені та відтінки образу. У персів та азербайджанців Ходжа має титул молли — Молла Насреддін. У кавказців ім'я жартівника — Наср Ходжа (карачаївці), Наср-Еддін (чеченці), Хоже (кабардинці), Несарт тощо. У середньоазійських народів Насреддін часто є мандрівником зі своїм вірним супутником віслюком, а його імена такі — Ходжа Насир (казахи), Апенді (киргизи), Афанді (узбеки, уйгури), Епенді (туркмени), Ефенді (таджики). У болгар  — Настрадін Ходжа, у сицилійців (і загалом італійців) — Дж'юфа́.
У фольклорі низки народів Насреддін діє поруч або паралельно з іншими (національними) персонажами жартівників, наприклад у кримських татар фольклорними дотепниками є Насреддін та Ахмет Ахай.
Подеколи образ Ходжі —- другорядний і поступається, програючи у витівках та дотепах національному персонажу, як наприклад у болгар Настраддін часто буває ошуканий «своїм», болгарським кмітливцем Хитрим Петаром.

## Насреддін— надбання світової культури
Образ Ходжі Насреддіна є набутком світової культури, пригоди і витівки героя не раз давали натхнення і ставали сюжетами художніх творів літератури, кіно та мистецтва митців різних часових епох та народів.
Визнаючи загальну популярність образу Ходжі Насреддіна, ЮНЕСКО проголосило 1996—1997 рік Міжнародним роком Насреддіна.